# Anchistus australis
Anchistus australis är en kräftdjursart som beskrevs av Bruce 1977. Anchistus australis ingår i släktet Anchistus och familjen Palaemonidae. Inga underarter finns listade i Catalogue of Life.